# USS Reuben James (DD-245)
USS Reuben James (DD-245) – amerykański niszczyciel typu Clemson, pierwszy amerykański okręt zatopiony podczas II wojny światowej. 30 października 1941 roku – miesiąc przed japońskim atakiem na Pearl Harbor i przystąpieniem USA do wojny – niemiecki okręt podwodny U-552 storpedował USS „Reuben James” (DD-245), płynący w eskorcie konwoju HX-156. Wtórny wybuch bomb głębinowych na pokładzie okrętu zabił większość rozbitków znajdujących się wodzie. W 1940 roku, na okręcie służył m.in. Samuel Dealey późniejszy – odznaczony pośmiertnie Medalem Honoru – dowódca okrętu podwodnego USS „Harder” (SS-257).